# Papsajtmályva
A papsajtmályva, közönséges mályva, kereklevelű mályva vagy egyszerűen papsajt (Malva neglecta) a mályva nemzetségbe tartozó növényfaj. Európában, Ázsiában, Észak-Afrikában honos, gyomos társulásokban világszerte elterjedt. A félárnyékos és napsütéses élőhelyeket kedveli; nem túl igényes a talaj minőségével szemben, de a magas sótartalmú vagy nehézfémeket tartalmazó talajt nem viseli el. Zöldségként és gyógynövényként is felhasználják, de a talaj nitráttartalma feldúsulhat a levelekben.

## Leírása
Lágy szárú, nyárizöld, egy- vagy kétéves, esetleg évelő növény. Szára felálló vagy kúszó, 10–50 cm-esre nő meg. Levelei néhol tenyeresen összetettek, 5-7 levélkéből állnak, szeldeltek, fonákjuk sűrűn szőrözött. Júniustól szeptemberig virágzik. A levélhónaljban álló, hímnős virágok 2-6-osával állnak, 3 szabad külső csészével. A 8–12 mm-es sziromlevelek kétszer akkorák, mint a csészelevelek, színük halvány rózsaszín vagy csaknem fehér, sötét csíkozással. A virágokat méhek, legyek porozzák be, a növény öntermékeny. A virágporszemek gömb formájúak, porátok, vastag nexinével, rajtuk 1 µm-nél nagyobb tüskék találhatók. A 12-15 üregű termés júliustól októberig érik be, üregenként egy, 5–8 mm átmérőjű magot tartalmaz, melyeket a szél terjeszt. A növény kromoszómaszáma n=21.
A fototropizmus egy formáját, a diafototropizmust mutatja, azaz levelei igyekeznek a napsugarakra merőlegesen elfordulni.

## Hatóanyagai
A levelek és a virág nyálkaanyagokat, kis mennyiségben cseranyagokat tartalmaz.

## Felhasználása
A levelek, a fiatal hajtások és a magvak is fogyaszthatók. A leveleket akár nagyobb mennyiségben is felhasználhatjuk salátákba, vagy meg is főzhetők. Az éretlen magvak nyersen és főzve is ehetők. A termésnek sajtíze van. Szárított leveleiből tea főzhető. A levelek C-vitamint is tartalmaznak.
Cserzőanyagai összehúzó képességet kölcsönöznek neki. Egyébként az erdei mályva felhasználásával megegyezik.
Egy laboratóriumi vizsgálatban gyomorfekély ellen hatásosnak bizonyult.

## Ökológiája
A papsajtmályva élősködői közé rozsdagombák, valamint a Pyrgus communis, Strymon melinus, Vanessa annabella és Vanessa cardui, a Helicoverpa zea és Heliothis virescens lepkefajok hernyói tartoznak.

## Hasonló fajok
- Erdei mályva, azaz nagy papsajt
- Kerek repkény (Glechoma hederacea)

## Fordítás
- Ez a szócikk részben vagy egészben a Weg-Malve című német Wikipédia-szócikk ezen változatának fordításán alapul.  Az eredeti cikk szerkesztőit annak laptörténete sorolja fel. Ez a jelzés csupán a megfogalmazás eredetét és a szerzői jogokat jelzi, nem szolgál a cikkben szereplő információk forrásmegjelöléseként.